# Diego Vilà i Priu
Diego Vilà i Priu (Sant Boi de Llobregat, Baix Llobregat, 1836 - Cornellà de Llobregat, Baix Llobregat, 2 de setembre de 1916), fou compositor i director d’orquestra. Conegut amb el sobrenom de el Morenu, va ser el fundador de la nissaga de músics Vilà de Cornellà de Llobregat, la qual va ser continuada pel seu fill Dídac Vilà i Moragues, el seu net Jaume Vilà i Mèlich, i el seus besnets Josep Vilà i Figueras i Jaume Vilà i Figueras.

## Biografia

### Família i infantesa
Net de Diego Priu i de Maria Bosch, industrials en el derivat del cànem, amb fàbrica a Sant Boi de Llobregat. El seus pares també eren espardenyers i van residir Sant Boi de Llobregat.[3] El seu oncle, Josep Priu i Bosch, es va casar amb Teresa Fulguet i es van establir a Cornellà de Llobregat, on van obrir una sucursal del negoci familiar.
A l'entorn dels dotze anys, es va establir a Cornellà, a casa dels seus oncles, on va poder continuar la seva formació en l'estudi del solfeig amb Felip Faura, rector de la parròquia de Sant Boi de Llobregat i, després, de l’Hospitalet de Llobregat.
Va establir definitivament la seva residència a la casa dels seus oncles, a Cornellà de Llobregat, quan es va casar amb Maria Moragues.

### Vida professional
Va tocar amb l’orquestra de Molins de Rei Els Munnés, alguna vegada escrit com Monners, la qual va dirigir durant gairebé 30 anys, i de la que potser va sorgir el sobrenom de “el Morenu”, ja que la mateixa orquestra era coneguda com “Els Morenus”, tot i que aquesta podia haver pres el sobrenom del seu director. Aquesta “antiga y acreditada” orquestra va estar molt activa dins i fora de la comarca durant el darrer quart del segle xix.
Exercí com a director de la Societat Coral “El Porvenir” de Cornellà de Llobregat, fundada per Jaume Casas i Pallarol a partir de l’antic Cor “Iris”, la qual va entrar a formar part dels Cors Euterpenses de Josep Anselm Clavé i Camps l’any 1878.
Fou professor de música de Francesc Figueras (“Cisquet”), Mariano Dagà i Domènec Gimeno (“el Canalejas”), entre d'altres. Va ser l’ideòleg de l’orquestra La Artística Llobregatana, composta pels músics que ell havia format i pel seu fill, Dídac Vilà i Moragues, qui la presentaria l’any 1914 a La Unió Social a Cornellà de Llobregat.

## Obres
Des de 1887, va musicar els poemes del cornellanenc Jaume Cases i Pallerol, els quals van ser cantats a la Societat Coral ”El Porvenir” de Cornellà, en altres societats corals com l’Euterpe de Clavé i, en el cas de la cantata Tribut al geni, també al Teatre Tívoli de Barcelona. Algunes de les seves composicions de les quals que es té notícies, d’entre el centenar que se li atribueixen, són les següents:
● La Font del ferro
● La tornada del mercat
● La Pageseta del Llobregat. Americana.
● Lo Mercat.
● Bellas Llobregatanas
● Los mallaires. A la bona memòria de D. Salvador Quitllet y Closas, un dels més experts mallaires que en lo present sigle han travallat ab més acert en l'encausament del Baix Llobregat.
● Missa Nova. Á Mossen Salvador Puig Y Oliver. Himne a 4 veus.
● Las Bodas de ca'n Bardissa: sarsueleta en un acte (1887)
● Avant. Himne (1889)
●Tribut al geni. Cantata a cor i orquestra (1892)